# 2006 QP181
2006 QP181, também escrito como 2006 QP181, é um objeto transnetuniano que está localizado no Cinturão de Kuiper, uma região do Sistema Solar. Ele possui uma magnitude absoluta de 6,8 e tem um diâmetro estimado com 175 km.

## Descoberta
2006 QP181 foi descoberto no dia 22 de agosto de 2006.

## Órbita
A órbita de 2006 QP181 tem uma excentricidade de 0,029 e possui um semieixo maior de 43,849 UA. O seu periélio leva o mesmo a uma distância de 42,566 UA em relação ao Sol e seu afélio a 45,131 UA.